# 유후조
류후조(柳厚祚, 1799년 ~ 1876년)는 조선 말기의 문신이며, 류성룡의 8대손으로 류심춘의 아들이며 본관은 풍산이다. 자는 재가(載可), 호는 매산(梅山)·낙파(洛坡)·영매(嶺梅), 시호는 문헌(文憲)이다.

## 생애
철종 때 뒤늦은 나이에 대도호부사로 관직에 진출, 사간원대사간을 거쳐 고종 때 이조참판이 되고 사헌부대사헌, 공조판서로 승진, 제조를 겸하고 홍문관제학, 공조판서를 거쳐 우의정이 되고 좌의정에 이르렀다.